# Universidad de Ciencias de la Salud de Lituania
La Universidad de Ciencias de la Salud de Lituania –en lituano: Lietuvos sveikatos mokslų universitetas, LSMU– es una escuela biomédica situada en Kaunas (Lituania) y surgida de la fusión de dos instituciones educativas, la Universidad de Medicina de Kaunas y la Academia de Veterinaria de Lituania. Mantiene acuerdos de vinculación docente con el Hospital de la Universidad de Ciencias de la Salud de Lituania Clínico de Kaunas y el Hospital de la Cruz Roja de Kaunas.

## Historia
La LSMU fue creada en 2010 mediante la fusión de dos organismos públicos de enseñanza superior, la Universidad de Medicina de Kaunas y la Academia de Veterinaria de Lituania. En 2013, a su vez, fue fundada en el barrio kaunense de Vilijampolė la Escuela Secundaria de la Universidad de Ciencias de la Salud de Lituania, acreditada desde 2015 como gymnasium de la misma.
|                                                    |
| Edificio principal del Hospital Clínico de Kaunas. |

|                                                |
| Biblioteca y Centro de Información de la LSMU. |

## Academia de Medicina
Emplazada en el centro histórico de Kaunas, la Academia de Medicina de la Universidad de Ciencias de la Salud de Lituania fue fundada en 1919, y desde 1922 operó como Facultad de Medicina de la Universidad de Lituania en Kaunas. En 1950 dicho centro, para entonces llamado Universidad de Kaunas, fue clausurado y la Academia de Medicina se estructuró como una institución independiente que hasta 1998 recibió el nombre de Instituto Médico de Kaunas. Entre aquella fecha y 2010 fue rebautizada como Universidad de Medicina de Kaunas, y desde la creación de la LSMU sus instalaciones han albergado las facultades biomédicas.
La Academia de Medicina consta de cinco facultades:
- Medicina
- Odontología
- Farmacia
- Enfermería
- Salud Pública

## Academia de Veterinaria
La historia de la Academia de Veterinaria, ubicada en el barrio de Vilijampolė, comenzó en 1922 como un departamento integrado en la Facultad de Medicina de la Universidad de Lituania. Dicho departamento cerró en 1929 debido a la falta de fondos, pero pudo reabrirse en 1936 y perdurar hasta la primavera de 1943, cuando sufrió la misma suspensión que el resto de centros de educación superior de Lituania. Durante el periodo posterior al final de la Segunda Guerra Mundial, el personal docente y administrativo padeció dificultades derivadas de la carestía de profesores experimentados, libros de texto y electricidad. En la primavera de 1946, una inundación dañó parte de los laboratorios y edificios existentes, y acabó con la vida de todos los animales de laboratorio. La Academia de Veterinaria se recuperó, sin embargo; en 1974 fue creada un área de investigación, y aumentó tanto la cantidad de estudiantes como la de personal docente y científico. La institución advirtió un nuevo crecimiento en 2001, cuando incorporó a su estructura el Instituto Veterinario de Lituania y el Instituto de Ciencia Animal de Lituania, y en 2010 participó del nacimiento de la LSMU.
Las instalaciones de enseñanza de la Academia incluyen 12 laboratorios, que actúan bajo la supervisión de los departamentos; el Centro de educación continua y una biblioteca. Por su parte, las dependencias destinadas a la investigación comprenden el Centro de entrenamiento de ordeñado; el Centro de investigación e instrucción práctica; la Granja de enseñanza, que emite certificados de ganado saludable; la Granja moderna de almacenamiento en frío –con aulas docentes–; clínicas de animales grandes y pequeñas; el Laboratorio de clasificación de piezas de ganado en canal; las clínicas ambulatorias móviles y otros 12 laboratorios.
La Academia de Veterinaria consta de dos facultades:
- Medicina Veterinaria
- Tecnología Ganadera

## Comunidad
Entre las organizaciones que componen la comunidad universitaria se encuentran el Sindicato de Estudiantes, KIMSU, Ave vita, SOA, SMD, el Coro «Neris» de la LSMU, LiMSA, Fraternitas Lituanica, Gaja, SFD, VASA, Juventus, Džigūnas y Kupolė.

## Homeopatía
La farmacia de la LSMU produce y promueve activamente la venta de medicamentos homeopáticos. Daiva Majiene, profesora del Departamento de Tecnología de los Medicamentos y Farmacia Social, se ha mostrado partidaria de este sistema de medicina alternativa y sostiene que existen más de 5000 estudios que prueban su eficacia.